# Heringhausen (Diemelsee)
Heringhausen, situato tra Waldeck, Upland e Sauerland, è un quartiere di Diemelsee, nella parte nord-occidentale dell'Assia. Nell'anno 2023 il luogo festeggerà mille anni dalla sua fondazione. Heringhausen è noto per essere una pregevole località di villeggiatura per via del clima poco rigido.

## Geografia
Heringhausen si trova tra Dortmund e Kassel a sud di Paderborn, quasi al centro di un triangolo i cui lati collegano Korbach, Brilon e Marsberg nel parco naturale di Diemelsee. Tutte le aree residenziali di Heringhausen si trovano sulle rive del bacino di Diemel. La strada statale 3078 attraversa la città.

## Storia
Storicamente, il villaggio si trova nell'Ittergau. Heringhausen si trovava nella zona di confine tra il Ducato di Sassonia a nord e il Ducato di Franconia a sud. Il villaggio era subordinato al Principato vescovile di Paderborn. I proprietari terrieri erano distretti ecclesiastici e conti e più tardi i Principato di Waldeck-Pyrmont. Con lo scioglimento del Libero Stato di Waldeck nel 1929, Heringhausen entrò a far parte della provincia prussiana dell'Provincia d'Assia-Nassau. Dopo il 1945, la città apparteneva inizialmente alla zona di occupazione americana e all'area metropolitana dell'Assia, poi allo stato dell'Assia.
Il 14 gennaio 1023 il villaggio viene menzionato come Hardinghuson nella lista dei beni del monastero di Kaufungen come dono dell'imperatore Enrico II a questo monastero. Il processo è documentato con la stessa data con i cosiddetti "documenti imperiali" di Enrico II il Santo.

## Cultura e luoghi d'interesse
Nelle immediate vicinanze del luogo ci sono attrazioni e monumenti naturali. Nella zona centrale del paese sono degni di nota:
- La chiesa di Santa Barbara, chiesa romanica del X secolo.
- "Visionarium Diemelsee", mostra permanente su ambiente, geografia e storia con contenuti in evoluzione.
- "La banca più lunga dell'Assia", una banca di una tribù di servizio Douglas lunga 26,42 metri.

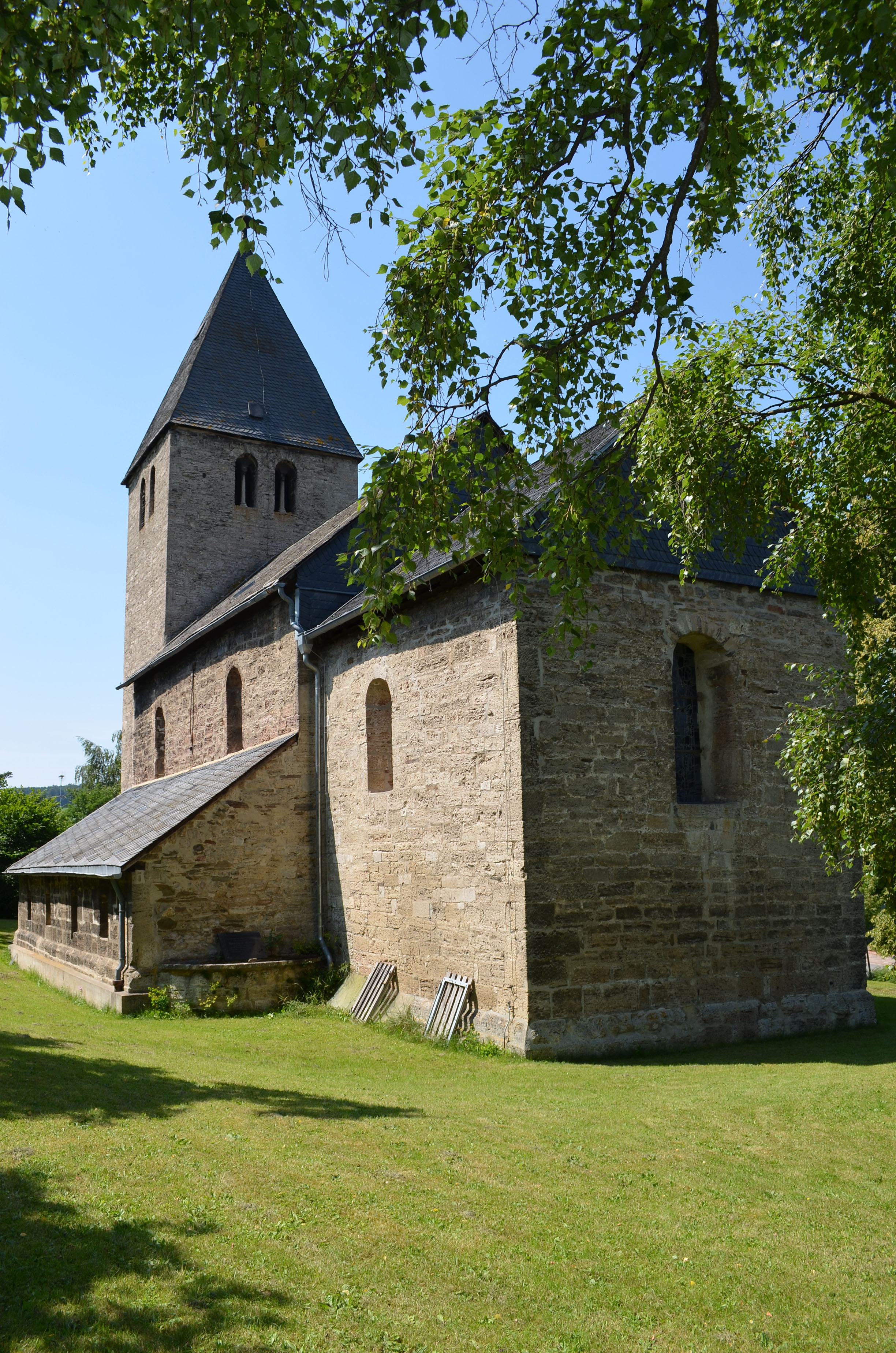
chiesa di Santa Barbara
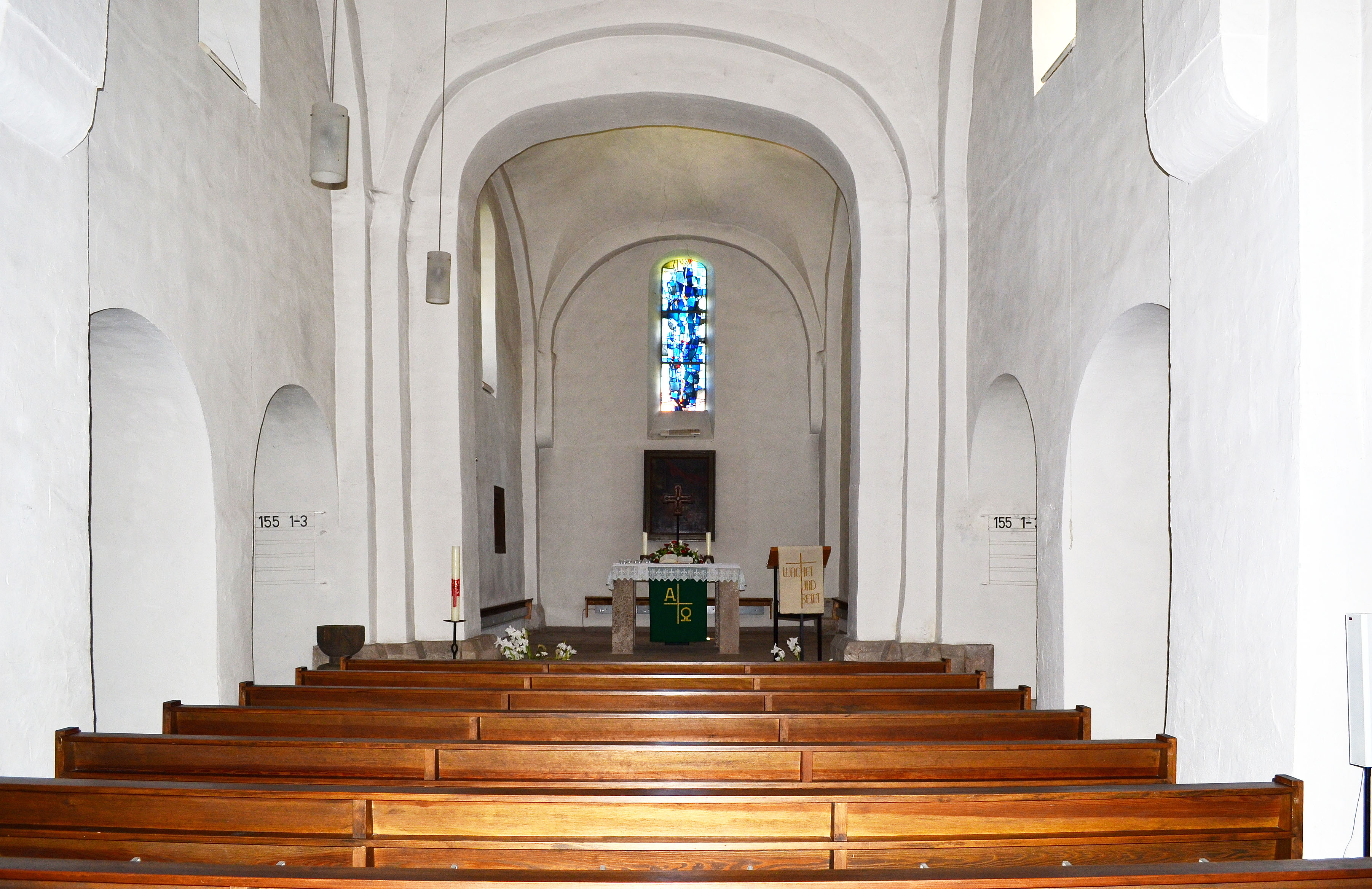
Santa Barbara, vista attraverso la navata fino all'altare
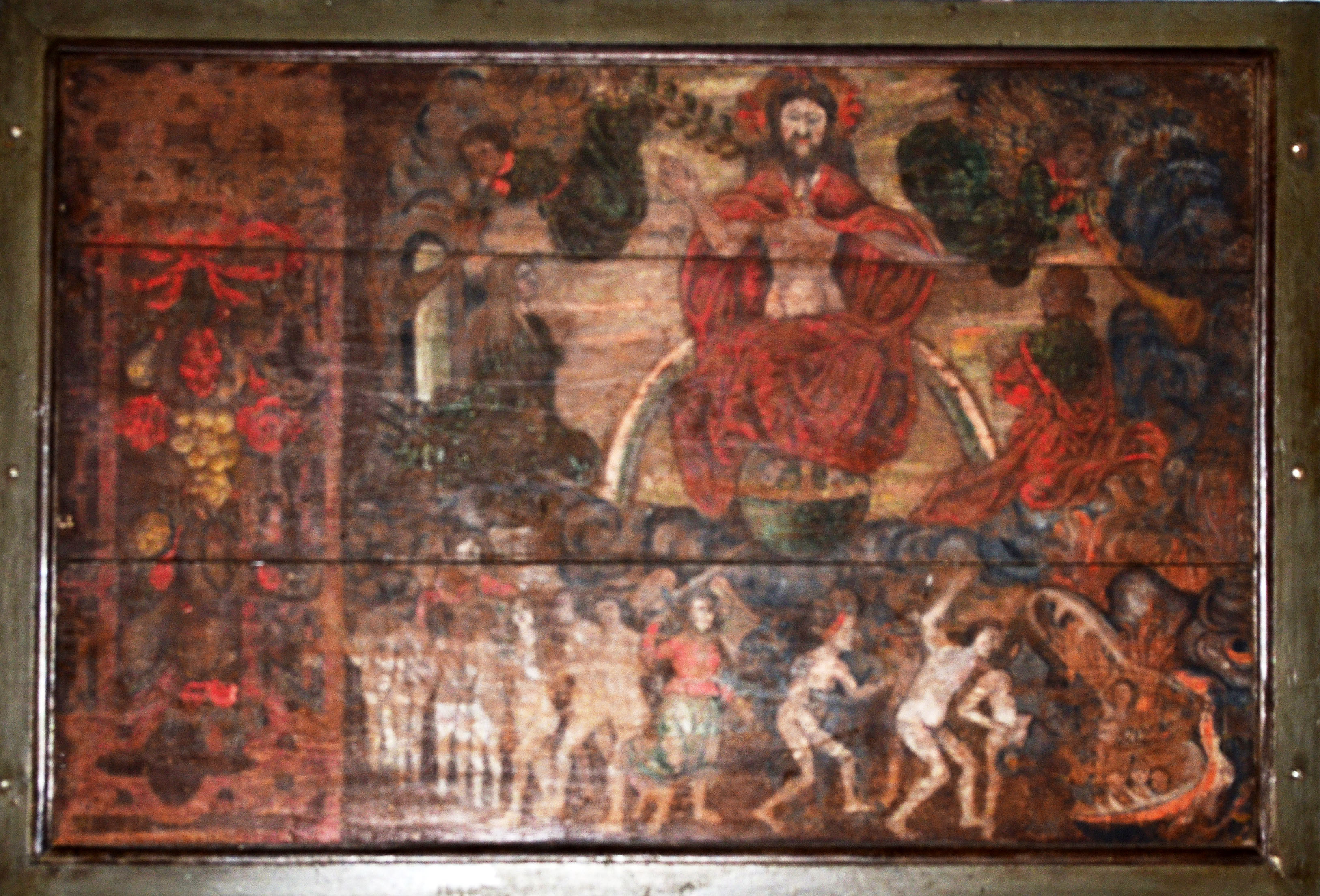
Una storica tavola di legno nella chiesa di Santa Barbara